# Autorité de renouvellement urbain
L'autorité de renouvellement urbain (ARU, 市區重建局, Urban Renewal Authority) est un organisme statutaire quasi gouvernemental du gouvernement de Hong Kong, responsable de l'accélération du renouvellement urbain.
Elle est fortement controversée à Hong Kong car accusée de s'associer avec de grands promoteurs immobiliers pour démolir des rues ou quartiers anciens, notamment dans le cas de Lee Tung Street (en), Graham Street (en) ou encore Peel Street (en), afin de les remplacer par de grands centres commerciaux ou gratte-ciels résidentiels. Elle rencontre souvent la résistance des habitants locaux, dont certains peuvent même entamer des grèves de la faim.
De plus, elle s'est rendue coupable d'avoir édité des articles wikipédia la concernant, dans les versions chinoise et anglaise, pour supprimer des informations défavorables ou pour présenter sous un jour positif certains de ses projets controversés.

## Histoire
Le prédécesseur de l'autorité, la société d'aménagement du territoire (土地發展公司, ou 土發, Land Development Corporation), est fondée en 1988. La nouvelle autorité de renouvellement urbain est fondée en 1999 dans le but d'accélérer la rénovation urbaine. Les difficultés à parvenir à un accord sur les plans de compensation des personnes affectées par les réaménagements prévus retardent le démarrage effectif de l'ARU. L'agence est finalement créée le 1er mai 2001 et la société d'aménagement du territoire est dissoute le même jour.

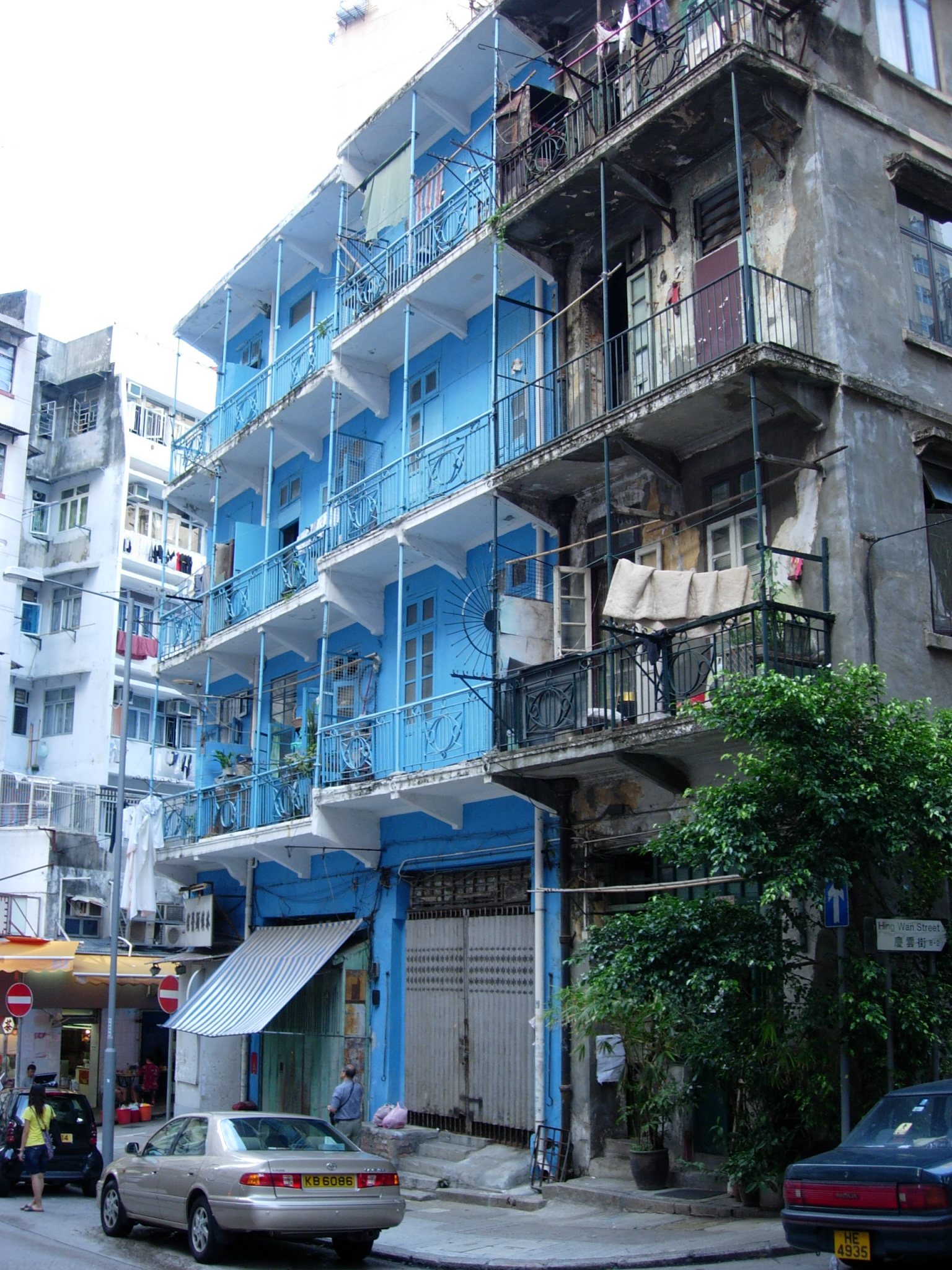
La maison bleue à.

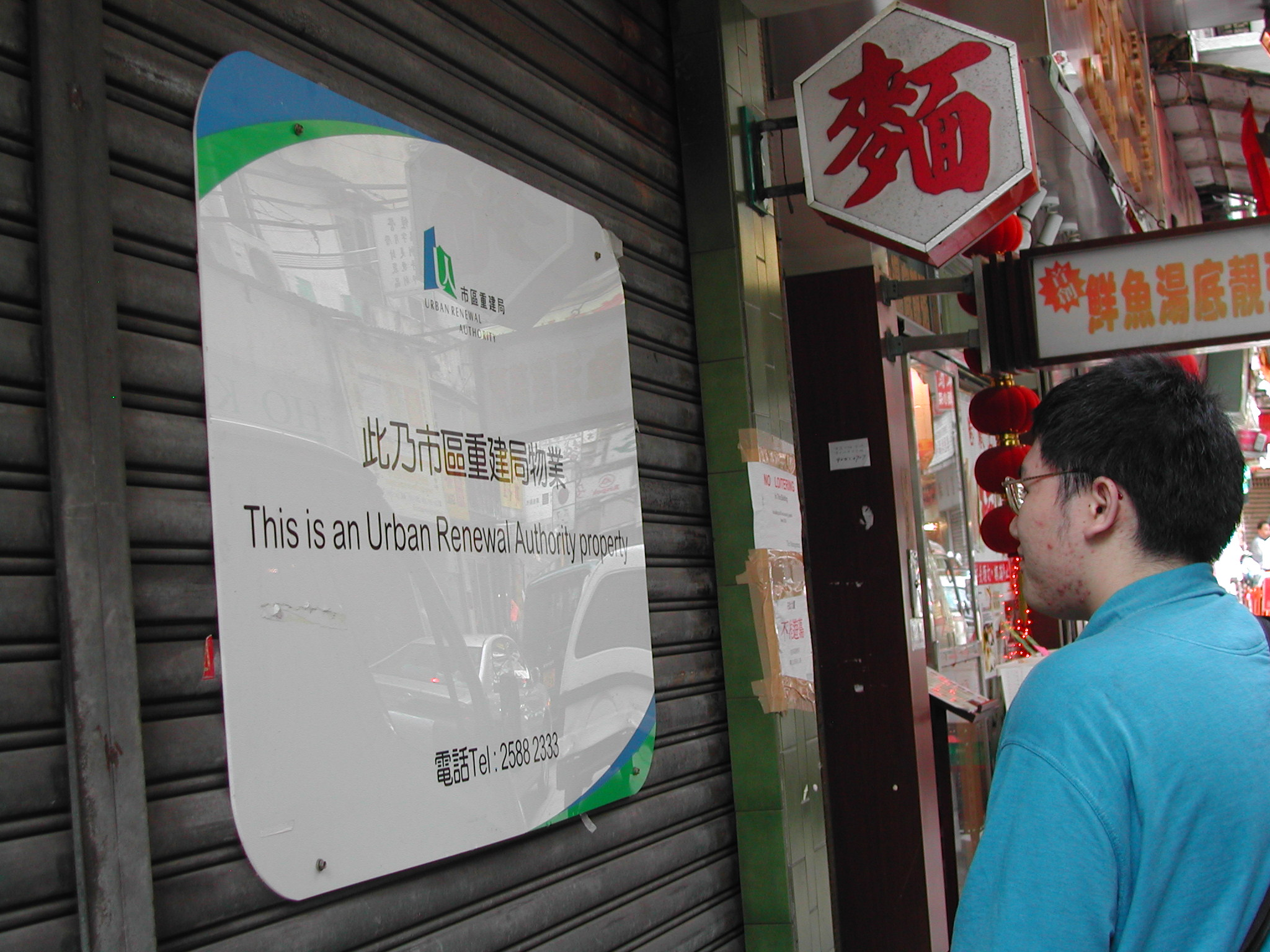
Une imprimerie avec un avis de fermeture de l'autorité de renouvellement urbain.

L'une des principales différences entre l'ancienne et la nouvelle agence est la capacité de l'ARU à reprendre directement un terrain (semblable à d'expropriation dans d'autres pays). L'ancienne agence était tenue d'entreprendre de longues négociations avec les propriétaires afin d'acquérir des terrains et de démontrer qu'elle avait pris toutes les mesures nécessaires pour les acquérir sur une base juste et raisonnable avant de pouvoir demander au Secrétaire à la planification, à l'environnement et à la reprise foncière obligatoire. La difficulté de passer outre aux propriétaires dissidents est la principale raison pour laquelle l'agence tardait à entreprendre la rénovation urbaine.
Contrairement à la société d'aménagement du territoire, l'ARU est exonérée d'impôt.

## Approche
À l'heure actuelle, il y a environ 16 000 bâtiments privés âgés de 30 ans ou plus dans la région métropolitaine de l'île de Hong Kong, Kowloon, Tsuen Wan et Kwai Tsing. D'ici 2030, le nombre de bâtiments de plus de 30 ans sera multiplié par quatre.
Le renouvellement urbain à Hong Kong implique généralement un réaménagement à relativement grande échelle des zones urbaines, plutôt qu'une reconstruction au coup par coup de bâtiments individuels ou à l'installation d'équipements spécifiques. Les rues sont souvent fermées, combinant des blocs urbains plus petits en des îlots urbains plus grands. Lorsque la rénovation urbaine est annoncée pour une zone spécifique, une « enquête de gel » est menée pour identifier les habitants actuels, dans le but d'empêcher les opportunistes de s'installer dans les sites de rénovation urbaine pour recevoir une compensation. L'ARU indemnise alors les propriétaires et démolit le quartier. Les réaménagements de l'ARU comprennent généralement des centres commerciaux de luxe et des développements résidentiels de luxe.
Dans le but déclaré de s'attaquer au problème de la dégradation urbaine et d'améliorer les conditions de vie des habitants des zones délabrées, l'ordonnance de l'autorité de rénovation urbaine (chapitre 563) est promulguée en juillet 2000. Elle fournit un nouveau cadre institutionnel pour la rénovation urbaine des lieux que le marché privé juge non rentables. Le gouvernement de Hong Kong procède à un examen complet de la « stratégie de rénovation urbaine » en 2008. Après deux ans d'« engagement communautaire », la nouvelle stratégie est promulguée le 24 février 2011.
À la suite de cet examen, la stratégie déclarée de l'ARU est que la rénovation urbaine de Hong Kong doit suivre trois principes majeurs : « Donner la priorité aux gens », « Basé sur le district », et « Participation communautaire ». Leur adhésion à ces principes est remise en question par certains, comme le législateur Kenneth Chan Ka-lok (en), qui déclare que « l'ARU place toujours ses intérêts en premier » en référence à la controverse entourant l'expulsion du marché de Graham Street (en), et à l'approche « non démocratique » entreprise par l'ARU pour démolir Lee Tung Street (en).

## Critiques

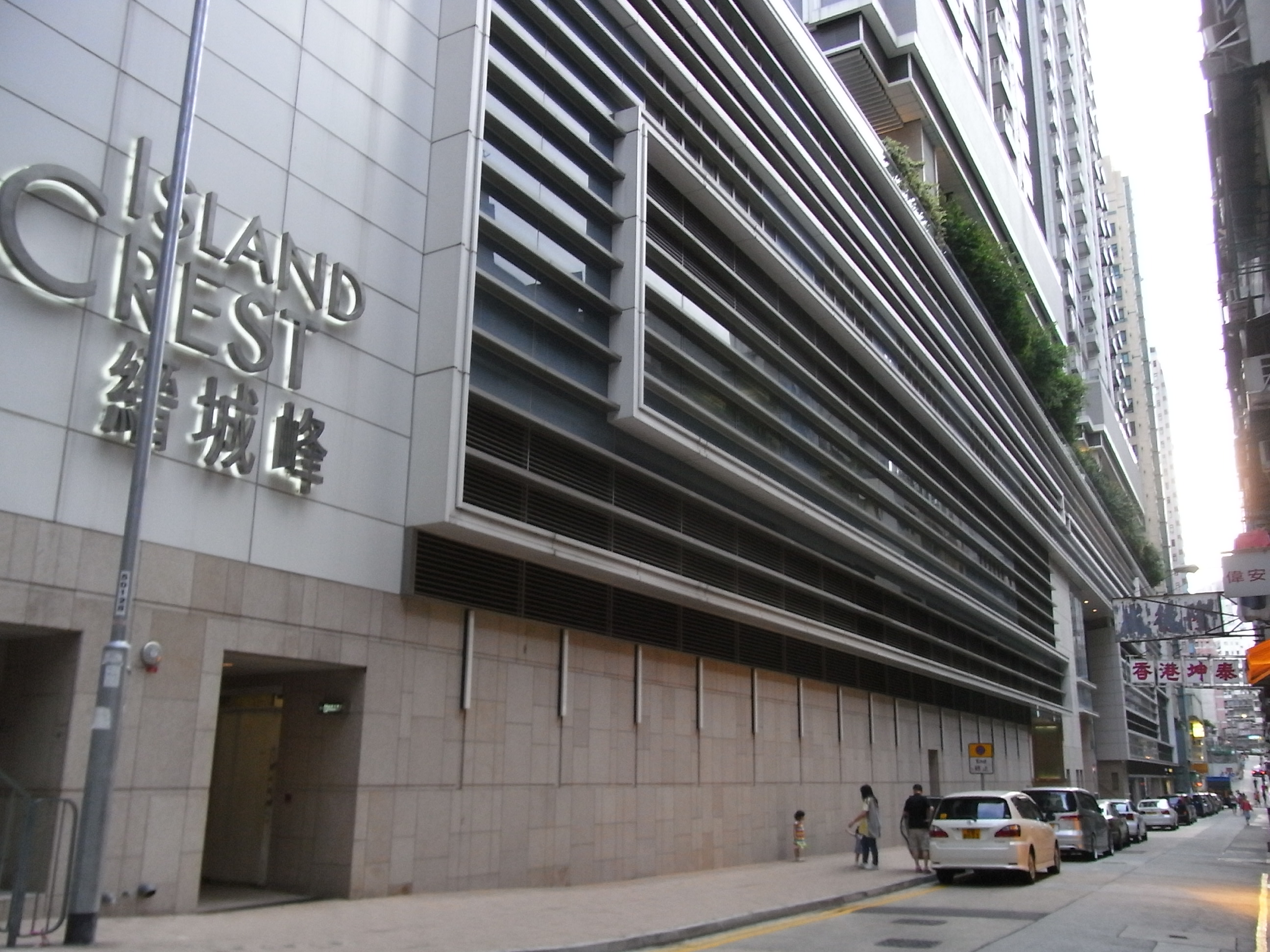
Les projets de l'ARU sont critiqués pour leur manque de dimension humaine. Le développement du centre commercial d'Island Crest a par exemple remplacé un bloc de petites boutiques.

Les projets de réaménagement de l'autorité de rénovation urbaine impliquent généralement la démolition en gros de quartiers urbains et la consolidation de nombreux pâtés de maisons pour accueillir un développement commercial à grande échelle. Cette approche est fréquemment critiquée pour avoir détruit des sites de patrimoine culturel, à caractère local unique et à des symboles de la mémoire collective,. Les réseaux communautaires et économiques sont également démantelés car l'indemnisation offerte par l'ARU aux résidents et marchands déplacés est rarement suffisante pour leur permettre de retourner dans le district touché,,. Ces griefs sont dirigés contre la plupart des projets de réaménagement de l'ARU et ont parfois dégénérées en désordre civil et en grèves de la faim de la part de ceux qui ne veulaient pas être expulsés,,. Il est dit que l’autorité considére tous les quartiers plus anciens et peu élevés comme de simples « espaces aériens vacants avec un grand potentiel de développement » plutôt que comme des communautés fonctionnelles, mettant ainsi de vastes zones anciennes de la ville sous la menace de destruction.
En plus de l'exclusivité économique et du mépris des communautés locales existantes, les réaménagements de l'ARU sont également critiqués pour leur conception urbaine (en) assez pauvre, comme de longues étendues de mur blanc au niveau du sol qui tue l'animation de la rue pour laquelle les quartiers plus anciens sont connus,,,,,.

### Démolition de Lee Tung Street
Lee Tung Street (en) (利東街), mieux connue sous son surnom local de « rue des cartes de mariage » (喜帖街), était célèbre pour ses imprimeries qui vendaient des cartes de mariage sur mesure, de couleur rouge vif pour porter chance. Des dizaines de milliers de personnes ont acheté leurs cartes de mariage dans la zone durant des décennies, et le quartier est également le berceau de l'édition à Hong Kong. L'ARU annonce en 2003 son intention de réaménager une superficie de 8 900 mètres carrés centrés sur Lee Tung Street et McGregor Street. Cinquante-quatre bâtiments abritant 930 ménages devaient être démolis pour accueillir quatre tours résidentielles et quatre centres commerciaux.

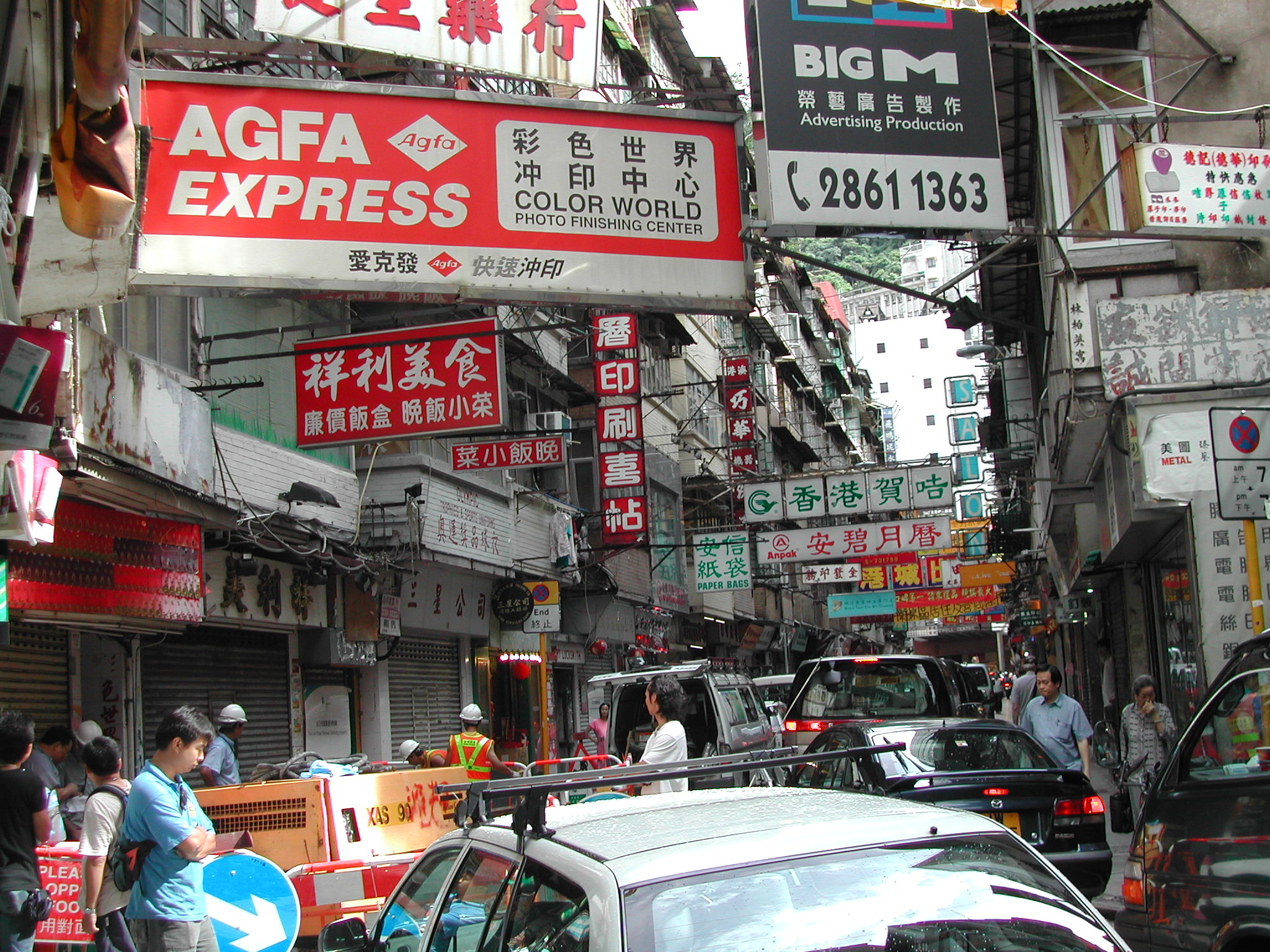
avant sa démolition.

Le réaménagement rencontre une forte réaction dans la communauté. La décision de démolir est qualifiée d '« antidémocratique » et contraire au mandat déclaré « centré sur le peuple » de l'ARU. Les imprimeurs et éditeurs de cartes de mariage s'inquiètent de la perte de précieux réseaux économiques et sociaux, de la nécessité de quitter le quartier en raison des prix élevés de l'immobilier et de la perte d'accessibilité tant pour les fournisseurs que pour les clients. Même si le réaménagement comprend un centre commercial sur le thème de « Ville du mariage », les commerçants se sont plaints de ne pas pouvoir revenir dans la zone car la plupart ne pouvaient plus se permettre l'augmentation des loyers. En vertu de l'ordonnance sur la reprise des terres, l'ARU a pu exproprier les locataires et les propriétaires fonciers indépendamment de leur volonté, ce qui a conduit à des accusations selon lesquelles ses activités seraient contraires à l'intérêt public et représentaient une violation des droits de propriété,.

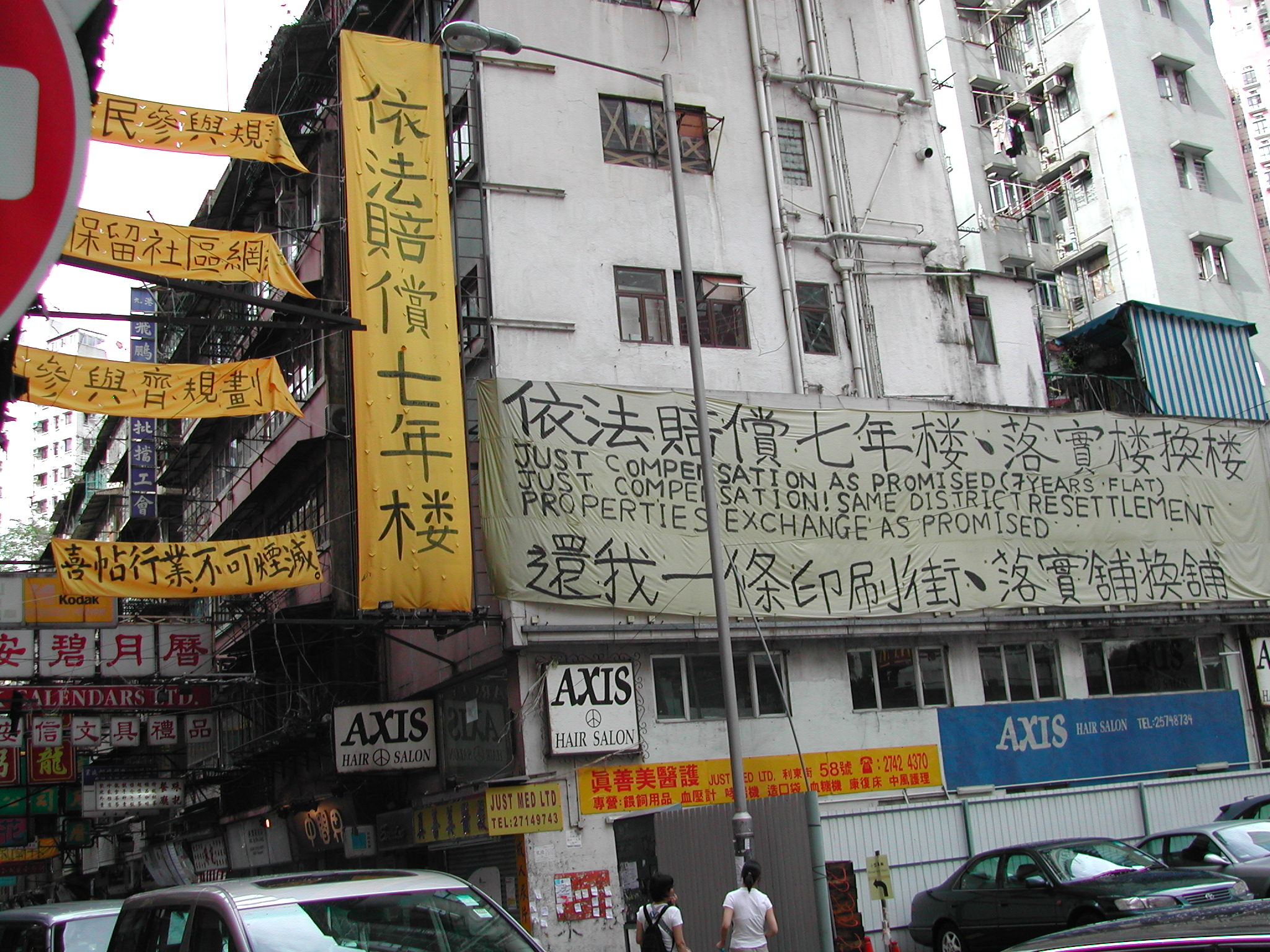
Des bannières affichées partout sur Lee Tung Street pour protester contre la démolition.

Le groupe de concertation H15 (H15關注組) est formé pour sauver les boutiques de cartes de mariage et propose un plan alternatif appelé « proposition haltère » qui conserverait les tong lau (bâtiments chinois sans ascenseur). Ce plan reçut plus tard un Silver Award de l'institut des urbanistes de Hong Kong (en). L'ARU fait face à des critiques lorsque la démolition de la zone commencée trois semaines avant la réunion prévue du conseil d'urbanisme (en) pour examiner la proposition alternative du groupe de concertation, et le président de l'ARU Barry Cheung Chun-yuen est chassé du quartier par des habitants opposés. L'un des habitants, un ancien propriétaire, entame une grève de la faim après que l'activité des bulldozers aient commencé plus tôt que prévu et est hospitalisé au bout de quatre jours,,.
Carrie Lam, la cheffe du développement, défend le projet, déclarant que les bâtiments de Lee Tung Street « ne valaient pas la peine d'être conservés et avaient peu de valeur historique » et que « l'arrêt du plan mettrait en péril la planification future de la ville ». La proposition de groupe de concertation H15 de sauver la rue est rejetée par le département de la planification en janvier 2008 pour avoir omis d'inclure une évaluation structurelle, qui, selon le groupe, était en dehors de leur capacité financière. L'ARU et le gouvernement démolissent ensuite la rue comme prévu, et le réaménagement est bien engagé.

### Expropriation de locataires commerciaux
Les locataires commerciaux ont parfois une vision différente de la rénovation urbaine car les locaux à bas prix sont de plus en plus difficiles à trouver. Un espace commercial abordable n'est pas toujours disponible dans les bâtiments commerciaux nouvellement développés. Même les propriétaires-exploitants de locaux commerciaux ne peuvent pas déménager dans le même quartier car la compensation qu'ils reçoivent de l'autorité de rénovation urbaine ne correspond pas toujours au prix d'achat de propriétés de taille similaire dans le même quartier. Il est donc proposé que des options soient offertes aux propriétaires ou aux locataires afin qu'ils puissent choisir entre la relocalisation physique par les promoteurs, une compensation en espèces pour leur permettre d'acheter ou de louer ailleurs, ou de liquider complètement leurs entreprises.

### Suppression de la dissidence interne
Fin avril 2007, Alan Leong (en) est exclu du conseil d'administration de l'ARU après deux ans de service. Il déclare qu'il n'est ni en colère ni surpris, et exprime des doutes sur le fait que l'autorité travaille dans l'intérêt public : « Le gouvernement s'attend à ce que ceux qui sont nommés dans les organes statutaires se taisent et n'expriment aucune opinion opposée au public. [...] Peu importe que je n’aie pas été reconduit à l’autorité. Après tout, si je veux vraiment travailler pour le peuple, il ne sert à rien de rester là-bas ». Un autre membre du Parti civique et conseillère législative Tanya Chan est nommée au conseil d'administration de l'ARU à sa place.
Le 30 mars 2015, Iris Tam Siu-ying, directrice générale de l'ARU, démissionne soudainement en raison de ce qu'elle appelle (dans une lettre au personnel) des « différences fondamentales » avec le président Victor So Hing-woh au sujet de la philosophie et de la mission de l'agence. Tam s'oppose à ce que le profit passe avant la mission sociale. En conséquence, un ancien chef exécutif de Link REIT (en), rejoint l'ARU en 2013. Tam, deux fois présidente de l'Institut des urbanistes de Hong Kong, était à l'ARU depuis 2006 et en était directrice générale depuis 2013. En 2015, elle reste membre de la autorité du logement de Hong Kong (en),.
Tam s'oppose à diverses propositions de So, notamment d'externaliser le service d'acquisition de l'ARU, et au projet de s'associer à Richfield Realty, un développeur commercial. Le conseil de l'ARU demande à l'unanimité à Tam de rester, mais elle démissionne quand même, déclarant : « Je trouve totalement inacceptable de positionner l'ARU en tant que promoteur ou agent de montage foncier pour fournir des terrains aux promoteurs ». Daniel Lam-chun est nommé directeur général par intérim à la suite de la démission de Tam, Wai Chi-sing prenant ses fonctions à titre permanent à partir du 15 juin 2016 pour un mandat de trois ans.
Le directeur général de l'autorité est à la fois chef administratif et vice-président de son conseil.

### Éditions sur wikipédia
En 2012, l'ARI est critiquée pour avoir édité des pages de Wikipédia sur elle-même, ses projets et certains de ses cadres supérieurs, dont l'ancien directeur Barry Cheung. Les modifications, sur les versions chinoise et anglaise, suppriment les informations défavorables à l'ARU et au gouvernement et font référence aux projets controversés de l'ARU sous un jour positif. Le directeur des communications d'entreprise de l'ARU rédige également une page Wikipédia sur lui-même qui est ensuite supprimée. L'Apple Daily comparé ces éditions à ceux du parti des 50 centimes de commentateurs en ligne payés par le gouvernement chinois pour influencer l'opinion publique. Le chapitre Wikimédia (en) de Hong Kong souligne qu'afin de maintenir la neutralité de Wikipédia, les entités en conflit d'intérêts devraient éviter l'édition.

### Démolitions de Graham et Peel Streets

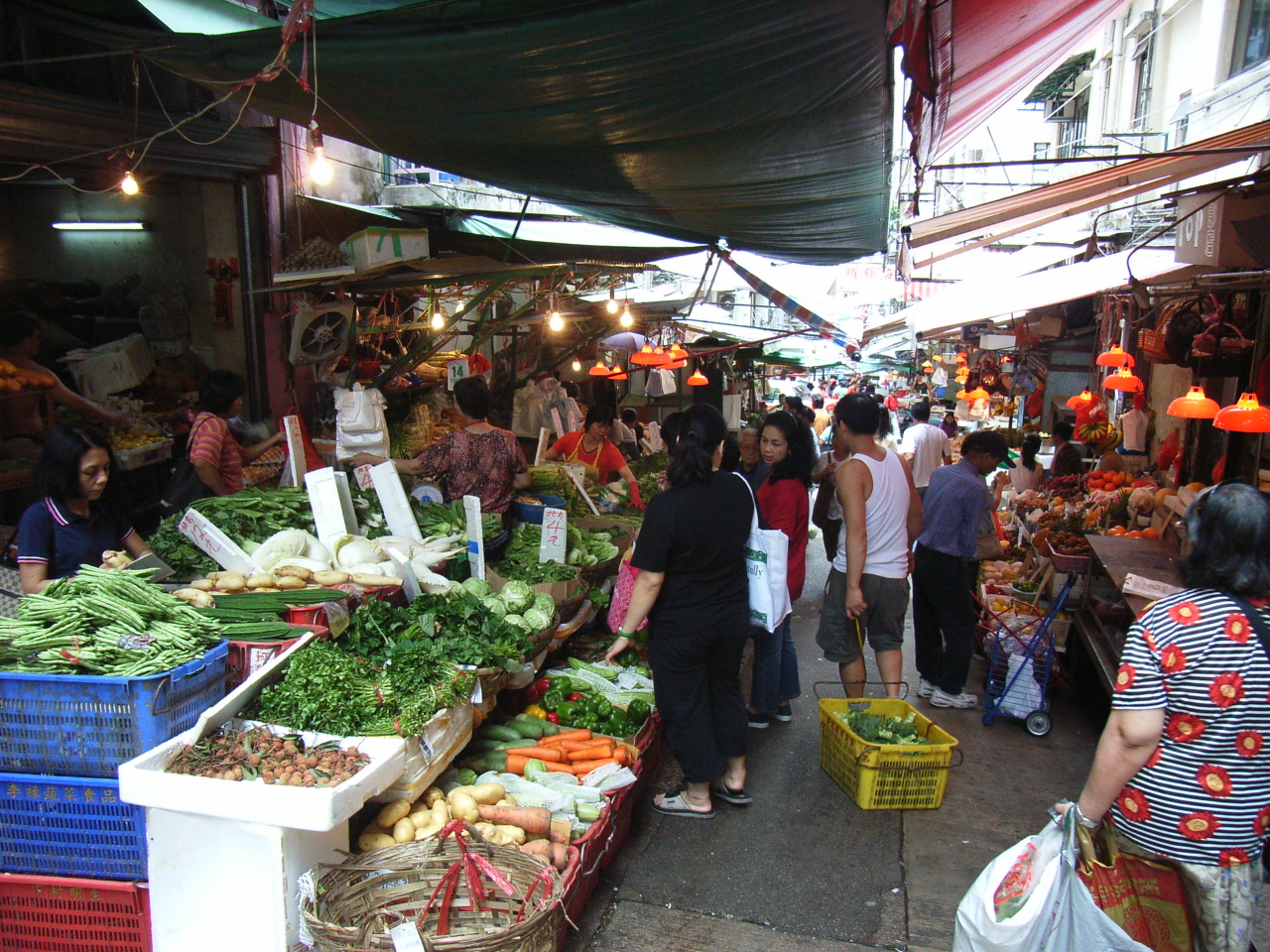
Le marché de.

En 2007, l'ARU annoncé un plan de démolition de plusieurs pâtés de maisons de tong lau de Graham Street (en) (嘉咸街) et Peel Street (en) (卑利街), en les remplaçant par un projet de 3,8 milliards de dollars comprenant quatre gratte-ciel : deux immeubles résidentiels, une tour de bureaux et un hôtel. Quelque 360 propriétaires et 1 120 résidents de 37 bâtiments existants, construits entre l’avant-guerre et les années 1960, sont concernés,. Dans le processus, l'ARU prévoit d'expulser également le plus ancien marché frais de la ville, fondé en 1841. Le plan est soumis au conseil d'urbanisme et approuvé par celui-ci début 2007. Le marché est considéré comme culturellement important par de nombreux Hongkongais en raison de son dynamisme et de son « paysage culturel unique », et sa préservation d'un « mode de vie chinois très traditionnel ».
Le groupe de concertation de Central and Western, une coalition de dix groupes communautaires, souligne que la destruction du marché, une attraction touristique, « mettrait fin à sa riche et dynamique histoire » et que de nombreux vendeurs ne veulent pas être expulsés. Les commerçants déplorent les loyers élevés ailleurs, le coût du déménagement, l'attachement émotionnel qu'ils entretiennent avec le marché et la perte de leur clientèle. En opposition au réaménagement, un festival du marché de Graham Street est organisé en novembre 2007 pour mettre en valeur « les trésors culturels et les particularités » du marché dans le but d'inciter le gouvernement à « repenser sa politique d'urbanisme ». Cette action est soutenue par le célèbre chef cuisinier Chow Chung de TVB qui offre des cours de cuisine avec des ingrédients achetés sur le marché. Un deuxième festival de ce type a lieu en novembre 2008.
L'ARU répond à ce contrecoup par plusieurs propositions. Elle promet que le réaménagement incorporerait une « vieille rue commerçante » qui, selon le directeur général Billy Lam Chung-lun, « ramènerait le charme et les paysages de rue anciens ». Le groupe de concertation de Central and Western juge le plan « artificiel » étant donné qu'un tel environnement existe déjà, et que la soi-disant « scène décorée » prendrait trop de temps à construire. Deuxièmement, l'ARU promet également de construire un complexe de marché frais de deux étages sur un terrain étiqueté « site B » pour loger les vendeurs déplacés. Ce plan est critiqué car le bâtiment proposé hébergerait moins de la moitié des vendeurs opérant actuellement dans la zone. En 2013, bien que les vendeurs aient reçu des avis d'expulsion, aucun marché frais n'avait encore été construit.

### Projet de réaménagement du centre-ville de Kwun Tong
La critique principale du projet de réaménagement du centre-ville de Kwun Tong est le fait que l'ARU ait modifié le plan de réaménagement original de manière répétitive sans passer par des procédures formelles de consultation publique. Il est initialement proposé de créer un complexe de bureaux et de commerces unique en forme d '« œuf d'oie » au centre du projet de réaménagement avec un consensus au sein de la communauté de Kwun Tong datant de 2007.
En 2007, l'ARU propose initialement de créer un complexe polyvalent unique en forme d'œuf d'oie sur Hong Ming Road, qui est le centre du projet de développement. La proposition de l'« œuf d'oie » est applaudie lorsqu'elle est vue dans les plans présentés au grand public. Cependant, plus tard en juin 2017, l'autorité soumet au conseil d'urbanisme un plan de planification révisé concernant la zone de développement 4 et 5, et qui diffère grandement de la planification originale, l'architecture de repère en forme d'œuf d'oie est retirée et la conception de la terrasse-jardin avec des jeux d'eau est absente,. Le changement de plan reste opaque au conseil d'urbanisme, aux directeurs non exécutifs de l'ARU et au conseil du district de Kwun Tong (en), sans parler des résidents locaux de Kwun Tong. En réponse aux critiques du public, l'ARU explique que le changement est causé par des problèmes de gestion et de praticabilité,. L'intervenante majeure de l'ARU, Judy Chan (en), directrice non exécutive de l'autorité, également membre du nouveau parti populaire (en) et du conseil du district Southern (en) pour la circonscription South Horizons West (en), dont le rôle est en plus de surveiller l'autorité, affirme cependant qu'elle avait été « tenue dans l'ignorance » des changements présentés dans le plan soumis au conseil d'urbanisme, et elle souligne que la conception révisée n'a pas été finalisée et peut encore être discutée, que l'autorité assisterait aux prochaines réunions du groupe de travail, et recueillerait les points de vue des conseillers de district,. Le législateur et conseiller du district de Kwun Tong Jonathan Ho Kai-ming (en) critique le fait que l'autorité n'ait pris cette décision qu'après avoir été mise sous pression.
Le 7 novembre 2017, l’ARU annonce lors d’une réunion du conseil du district de Kwun Tong que le complexe de bureaux et de commerces en forme d’œuf d’oie serait conservé dans le plan de réaménagement. De même, le plan révisé n'a fait l'objet d'aucun processus de consultation publique. La révision arbitraire des plans indique clairement un manque de transparence, de compréhension publique et de responsabilité dans le processus décisionnel de l'ARU. À cet égard, le public invite l'organisation à tenir une consultation publique formelle et ouverte et non à garder le public dans l'ignorance, les conseillers locaux suggèrent que les résidents de Kwun Tong devraient être consultés sur la conception de ce projet de plusieurs milliards de dollars. Le législateur pan-démocrate Jeremy Tam (en) critique en outre l'ARU pour avoir repris la conception de l'« œuf d'oie » en raison de préoccupations quant à l'aspect pratique, il cite la réponse de l'autorité au conseil de district déclarant que la conception de l'« œuf d'oie » avait été supprimée pour la rendre plus pratique et plus facile à gérer pour dans un souci de rentabilité.
En plus d'être critiquée pour la disparition de la conception en forme d'« œuf d'oie », l'ARU est également critiquée pour récolter des profits avec des promoteurs privés en construisant des appartements luxueux plutôt qu'en fournissant des logements abordables aux résidents. Albert Cheng (en) critique le fait que l'ARU utilise les prix du marché pour acheter des bâtiments anciens, mais fixe toutefois une référence de rémunération au prix de bâtiments vieux de sept ans dans la zone. Alors que le projet de réaménagement concerne l'un des quartiers les plus pauvres de Hong Kong, l'acte de l'ARU est critiqué pour aller à l'encontre du principe fondamental de gentrification des anciens quartiers.
Après avoir rencontré de nombreuses critiques et reçu le point de vue de différentes parties prenantes lors de la consultation du conseil d'urbanisme, l'architecture emblématique en forme d'œuf d'oie et la conception de la terrasse-jardin avec des éléments d'eau sont conservées dans la dernière conception présentée en novembre 2017. Cependant, les caractéristiques emblématiques sont toujours différentes de la conception originale qui avait été bien accueillie. L'architecture en forme d'« œuf d'oie » n'est plus qu'un « demi-œuf » et la terrasse-jardin est plus petite que l'original. Un grand développement commercial augmente les restrictions de hauteur d'origine de 20 mètres, créant ainsi plus de zones pour les magasins de détail, les bureaux et l'hôtellerie. La conception de la fréquentation avait apparemment tendance à conduire la zone piétonne sans voiture à traverser un grand centre commercial pour se rendre aux transports en commun ou au parking, ce qui augmentait considérablement le volume des acheteurs. La conception révisée est en outre critiquée comme évoluant en faveur des opérateurs commerciaux et des développeurs,.

## List de projets

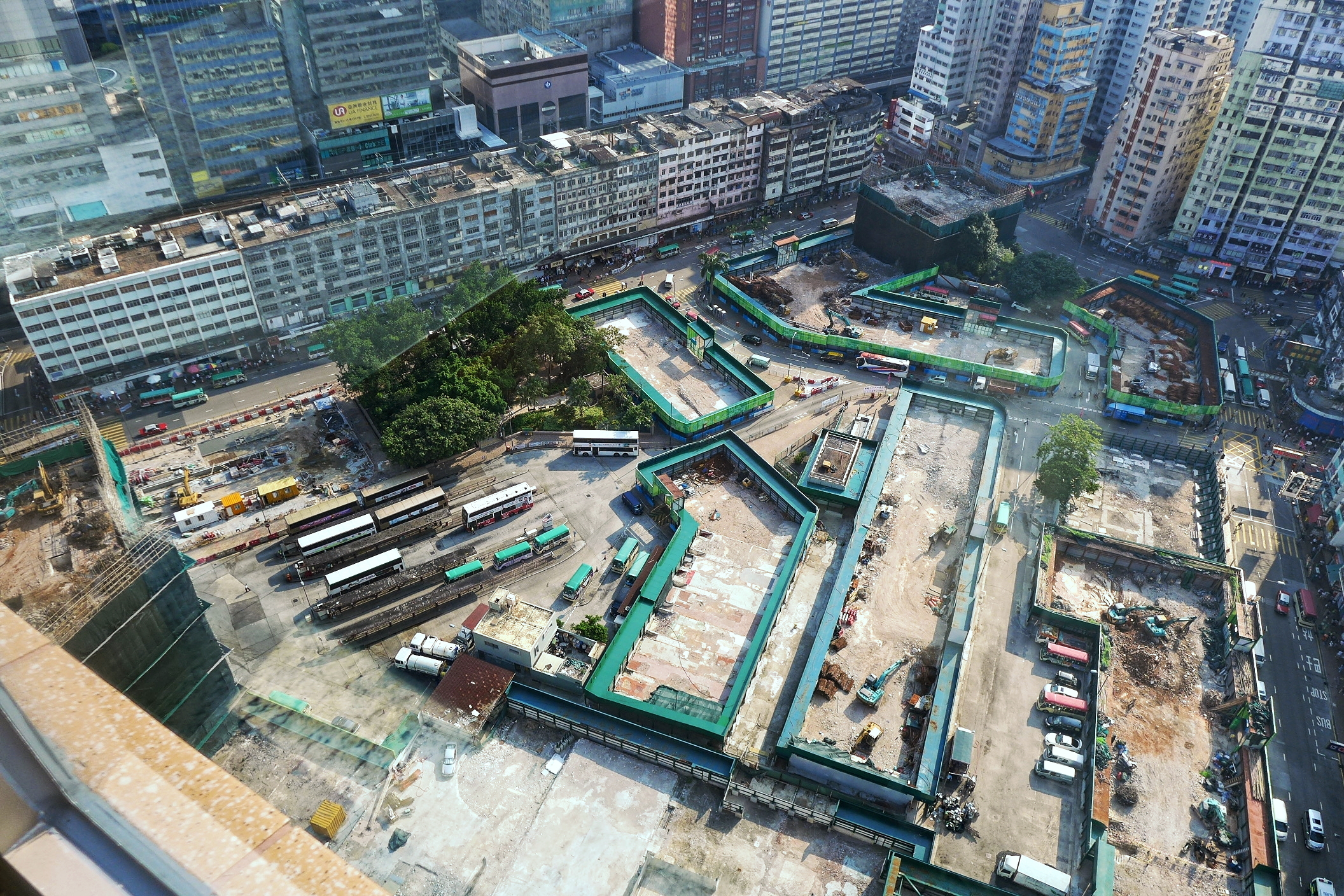
Une vaste zone démolie dans le centre-ville de Kwun Tong, qui deviendra un grand centre commercial couvert.

Cette liste n'est pas exhaustive. Elle comprend également des projets de l'ancienne société d'aménagement du territoire.

### Projets achevés
- The Center, Central (1998)
- Grand Millennium Plaza et Cosco Tower, Sheung Wan (1998)
- Langham Place (en), Mong Kok (2004)
- The Merton (en), Kennedy Town (en) (2005)
- Projet Waterloo Road (en)/Yunnan Lane (8 Waterloo Road), Yau Ma Tei (en)
- The Masterpiece, Tsim Sha Tsui (2007)
- Réaménagement du centre-ville de Tsuen Wan (Vision City (en) et Citywalk (en)) (2007)
- Sheung Wan Fong (la place publique adjacente à Western Market (en))
- Florient Rise (en), Tai Kok Tsui (2009)
- Island Crest, Sai Ying Pun (zh) (2010)
- Lee Tung Street (en) (2016)

### Projets en cours
- Démolition et réaménagement du centre-ville de Kwun Tong
- Tai Kok Tsui (en) (nombreux projets)
- Kowloon City (nombreux projets)
- Sham Shui Po (nombreux projets)
- Réaménagement de Graham/Peel Street
- Réaménagement du village de Nga Tsin Wai Tsuen (en)
- Nos. 600–626 Shanghai Street (en), Mong Kok

### Projets proposés
- Projet de revitalisation/restauration de la maison bleue (en) de Stone Nullah Lane (en).
- Projet de Mallory/Burrows Street

## Présidents

### Société d'aménagement du territoire
- Hu Fa-kuang (en) (1988-1992)
- Steven Poon (en) (1992-1994)
- Andrew Li (en) (1994-1996)
- Lau Wah-sum (en) (1996-2001)

### Autorité de rénovation urbaine
- Lau Wah-sum (2001-2004)
- Edward Cheng (2004-2007)
- Barry Cheung (en) (2007-2013)
- Victor So Hing-woh (2013–aujourd'hui)

### Sources
- (en) Barrie Shelton, Justyna Karakiewicz et Thomas Kvan, The Making of Hong Kong : From Vertical to Volumetric, Abingdon, Routledge, 2011, 184 p. (ISBN 978-0-415-48701-6)